# Giỗ tổ Hùng Vương
Hùng Vương is een nationale feestdag in Vietnam, waarbij het overlijden van 18 koningen uit de Hùng-dynastie wordt herdacht. De dag valt samen met de tiende dag van de derde maanmaand. Giỗ tổ Hùng Vương is vanaf 2007 een erkende Vietnamese feestdag.
Er zijn niet veel sporen terug te vinden van deze 18 dynastieën. De Chinezen bezetten het land vanaf 258 v.Chr. gedurende ongeveer 1000 jaar en de meeste herinneringen werden vernield. Vanaf 1010 n.Chr. werden de Chinezen verdreven en de dynastie hersteld in Hanoi wat toen Thang Long werd genoemd.

## De 18 koningen

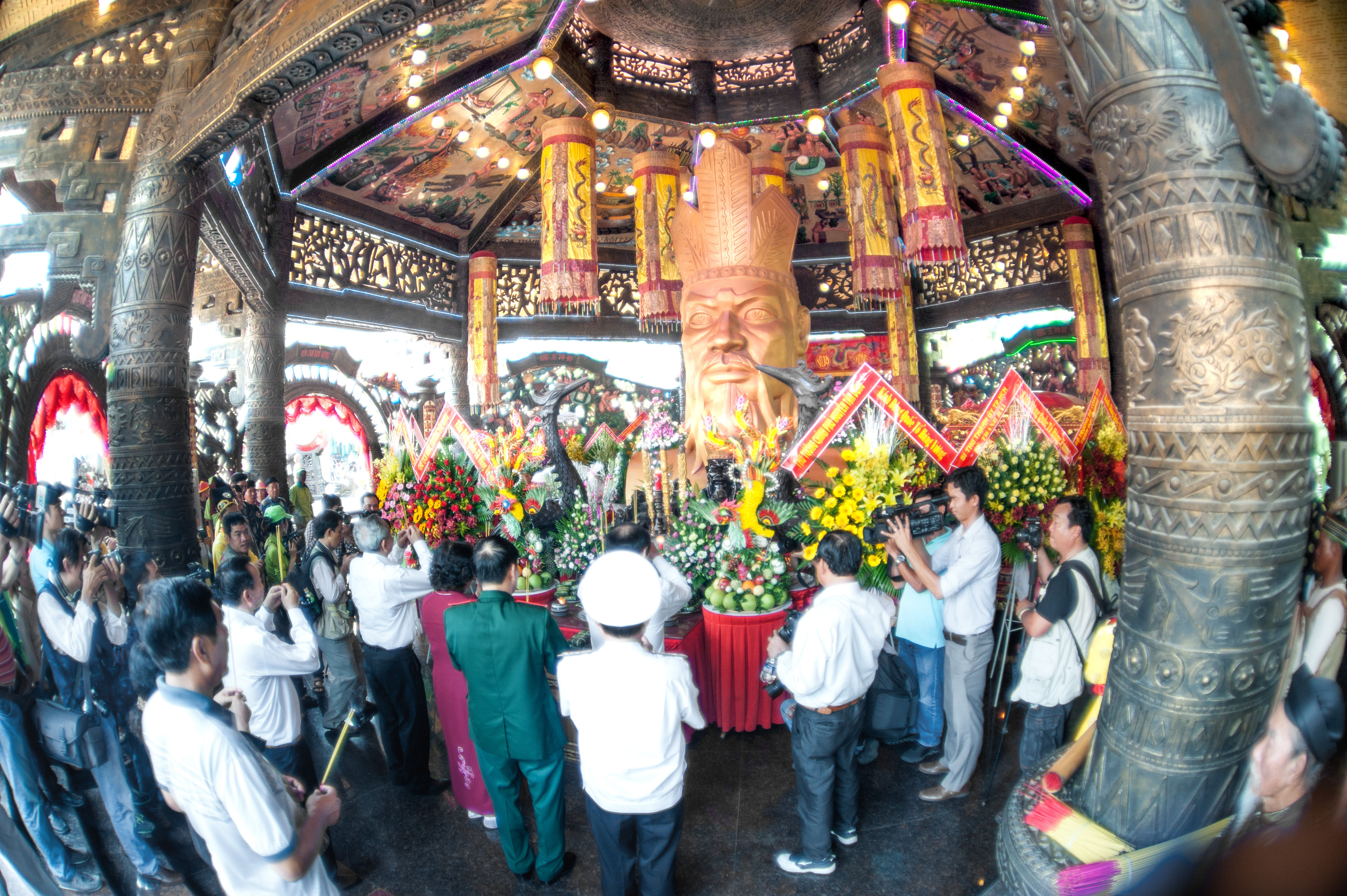
Giỗ tổ Hùng Vương

- Hùng Dương (Lộc Tục)
- Hùng Hiền (Lạc Long Quân)
- Hùng Lân (vua)
- Hùng Việp
- Hùng Hy (trước)
- Hùng Huy
- Hùng Chiêu
- Hùng Vỹ
- Hùng Định
- Hùng Hy
- Hùng Trinh
- Hùng Võ
- Hùng Việt
- Hùng Anh
- Hùng Triều
- Hùng Tạo
- Hùng Nghị